# Релком
Релком (также РЕЛКОМ, англ. Relcom, RELCOM, сокращение от Reliable Communications — «надёжные коммуникации») — первая в СССР и РФ массовая, частная и коммерческая компьютерная сеть, создание которой принято связывать с появлением Интернета в СССР и дальнейшим возникновением так называемого Рунета. Изначально «Релком» — единственный массовый провайдер Юзнета в СССР, в связи с чем его именем обозначались первые советские ньюзгруппы Юзнета иерархии relcom.*.

## История
Начала работу летом 1990 года на базе Института атомной энергии им. И. В. Курчатова в Москве, соединив с помощью аналоговых телефонных модемов (для передачи электронной почты по протоколу UUCP) компьютеры в научных учреждениях Москвы, Ленинграда и Новосибирска. Строительство сети осуществлял программистский кооператив «Демос» (вскоре ставший первым российским интернет-провайдером и затем отделившийся от «Релкома», создав ему конкуренцию). Название RELCOM было придумано с помощью специально написанной для этого компьютерной программы, которая подбирала случайные слоги, затем люди выбирали из понравившихся вариантов.

Директор «Релкома» Алексей Солдатов в 2019 году вспоминал: 
Когда сеть „Релком“ заработала, самыми первыми пользователями стали сотрудники, её создававшие. Потом они убедили и меня тоже стать пользователем. Я пошёл по своим друзьям-товарищам — физикам, математикам, по разным институтам — уговаривать их присоединиться к нам. <…> Вариантов было два. Первый — сделать научно-образовательную сеть, что-то типа Академсети, создававшейся в рамках Академии наук, где будет приличное качество связи, но она будет дорогой, с каждого института брать деньги, причём относительно большие, чтобы хватило на эксплуатацию и развитие „Релкома“. Второй — сделать общедоступную сеть, что называется public network, то есть с огромным количеством пользователей, но дешёвую. Долго думали, месяца полтора. Да, была Академсеть, но она в то время не работала, с ней были разные сложности. Мы ею даже не пользовались. Евгений Павлович Велихов всё смеялся: сколько там из Академсети вышло академиков, сколько денег потрачено, а тут пришли ребята и всё сделали, а „академка“ так и не работает. И подобных сетей в сфере науки и высшего образования было немало. В конечном счёте мы решили сделать сеть паблик».
Кооператив «Демос» зарегистрировал новую сеть в международном реестре InterNIC для присоединения к европейской сети EUnet. Собственно название «Релком» и потребовалось для этой процедуры, до этого сеть названия не имела. 1 августа 1990 года было назначено датой её основания. 28 августа 1990 года было установлено первое зарубежное соединение с компьютером в Хельсинкском университете. 19 сентября того же года был создан домен верхнего уровня .su. Это событие принято считать одной из отправных точек развития «российского сегмента Интернета (Рунета)» — подключение носило «официальный» характер и было подкреплено международными договорённостями и документами, хотя и было «частным». Так как национальный домен верхнего уровня выдаётся единожды на существующее легитимное государство (а заведовал этими вопросами тогда Джон Постел), это было проявление «суверенитета СССР». При этом фактически международные звонки из СССР с помощью модемов и цифровые соединения по спутниковой связи делались ещё в 1970-х годах, с 1982 года существовал посвящённый этому институт ВНИИПАС, который был центром сети «Академсеть» и имел постоянное проводно́е соединение с зарубежными сетями через соросовскую сеть San Francisco — Moscow Teleport, впоследствии провайдера Sovam Teleport. 
Через «Релком» начался регулярный массовый обмен пользовательской информацией (главным образом через конференции Usenet — см. «История Рунета»), к сети присоединялись новые советские города — Ижевск, Свердловск, Ульяновск, Тольятти, Ростов-на-Дону и другие. Согласно книге М. Визеля «Создатель» (2021),
28 августа 1990 года прошёл первый сеанс телекоммуникационной связи с Финляндией по международному телефону. 19 сентября в базе данных InterNIC зарегистрирован домен первого уровня .SU. В феврале 1991-го осуществлён первый в России TCP/IP link по модему, между Москвой и Барнаулом. А к 1 мая количество информации, пересылаемой внутри России, превзошло ту, которой российские узлы Интернета обменивались с Западом. „Сеть реально стала российской“.

Как вспоминал в 1996 году в пилотном номере бумажно-цифрового издания Zhurnal.Ru программист Вадим Маслов, 
…сначала [в 1990 году] всех подключали бесплатно, в духе соборности и приобщения к ценностям заграничной цивилизации. Был энтузиазм по поводу открывшихся возможностей. <…> Потом в «Демос» стали приходить телефонные счета за международные звонки в Финляндию, и сетевое строительство в России пришлось коммерциализировать. На деньги от коммерциализации был закуплен модем Telebit T2500, который на советских линиях выдавал 2 кбит/с».

Алексей Солдатов уточняет: 
К примеру, в Курчатовском институте работала собственная телефонная станция, которая не пропускала никаких модемных сигналов. Но было некоторое число так называемых прямых телефонов, правда, они уже все были распределены среди руководящего состава. И я просто выпросил, можно сказать, отнял у академика Велихова его личный прямой телефон, через который и была организована вся связь с Финляндией. Вообще, Евгений Павлович Велихов очень много нам помогал, хотя по должности ему, естественно, было положено заниматься физикой, а не строить компьютерные сети по территории страны.

Согласно книге Н. Конрадовой «Археология русского интернета» (2022), 
главными героями Юзнета в 1990 году стали сотрудники кооператива «Демос» и акционерного общества «Релком». После того, как пользователи сети привыкли к мысли о присутствии советских коллег, они засыпали их сотнями вопросов. Западных людей интересовало, как связаться с разными городами СССР, они передавали приветы своим знакомым и интересовались политической обстановкой. «Демос» отвечал на вопросы, выкачивал софт, постил анекдоты и организовывал национальную доменную зону .su. Программисты «Демоса» не подозревали, что буквально через несколько месяцев, во время попытки государственного переворота в августе 1991 года, их небольшой офис в центре Москвы станет мировым информационным центром.

В августе 1991 года сеть «Релком» беспрепятственно использовалась для оповещения мировой общественности об «Августовском путче» на фоне информационной блокады советских СМИ со стороны КГБ. Как вспоминает сооснователь и идеолог «Релкома» Валерий Бардин: 
Западный канал не работал. Оказалось, что зарубежные пользователи положили его, начав писать письма в поддержку „борцов за демократию“. Канал был очень слабенький. Тогда мы и придумали знаменитый режим номер один. Это означало, что все поставщики информации в Москве — люди, провайдеры, информагентства ТАСС, РИА „Новости“ и так далее — смотрят, что там за окном, и централизованно сливают нам новости в единую ленту почтовой рассылки. А людей за рубежом мы попросили замолчать, потому что главные события были у нас. Из той ленты все и узнавали, что происходит на самом деле … Самое важное, мне кажется, нам удалось успокоить людей, предотвратить истерику, что наступают кровавые времена.
 

Важную роль в этом процессе сыграл сотрудник «Демоса» Вадим Антонов. В интервью PBS 1995 года он объяснил, что предоставление альтернативы официальному нарративу было необходимо, чтобы воспрепятствовать тому, чтобы региональные чиновники присоединились к лидерам переворота. В целом о социальной обстановке в тогдашнем Рунете Валерий Бардин вспоминает так: 
Была вебдванольная эпоха: весь контент создавался пользователями, все было народным творчеством. Самые первые [советские] пользователи сети — научные сотрудники, которые в основном переписывались с кем-то за рубежом. Они создавали поток резюме для Запада, как у нас шутили. Очевидно, что сеть тогда была и технической структурой для утечки мозгов. А в самом начале 90-х, когда начался развал, обнаружилась ее вторая важная функция. Коммерческие конференции вроде relсom.commerce сыграли достаточно большую роль в стабилизации цен. Имперская, союзного масштаба сеть была одним из немногих источников информации о том, где что сколько сто́ит.
По мере роста сети «Релком» в рамках Юзнета была выделена иерархия ньюзгрупп верхнего уровня relcom.*, первым модератором которой стал Евгений Пескин. Это был первый интернет-форум в СССР и РФ, куда могли приходить любые желающие. С этого начиналась глобальная киберкультура, известная как «Рунет».
1 июня 1992 года в Москве было создано акционерное общество «Релком», учредителями которого были: РНЦ «Курчатовский институт», «РТСБ», «Ринако», «Технобанк», ряд других организаций и частных лиц. Президентом АО «Релком» стал А. А. Солдатов. В совет директоров и правление вошли специалисты в области науки, информатики, бизнеса. Сопредседателями совета директоров стали А. А. Солдатов, Е. П. Велихов и К. Н. Боровой.

### В дальнейшем
Алексей Солдатов в интервью для книги 2019 года «История ИТ-бизнеса. 1990-е годы» сообщил, что магистральный оператор «РТКомм.РУ» появился в результате того, что у него, Солдатова, представители властей в начале 2000-х годов «стали отнимать узлы „Релкома“» и строить из них сеть по планам Солдатова, но в свою пользу. Солдатов заявлял: «Кстати, впоследствии „Ростелеком“ всё, что я предлагал, ну, просто всё, реализовал и назвал это „РТКом“. Я потом спрашивал причастных к этому людей: „И не стыдно?“ Они отвечали: „Ну, что поделать…“ … Я своих сотрудников всё время предупреждал: да, мы монополисты, мы самые большие, но только до тех пор, пока не разогрелся „паровоз“. Ты можешь быть очень умным, очень быстрым, но против „паровоза“ без толку выступать. А „Ростелеком“ — это „паровоз“, он пошёл и всё».